# 針對跨性別者的暴力

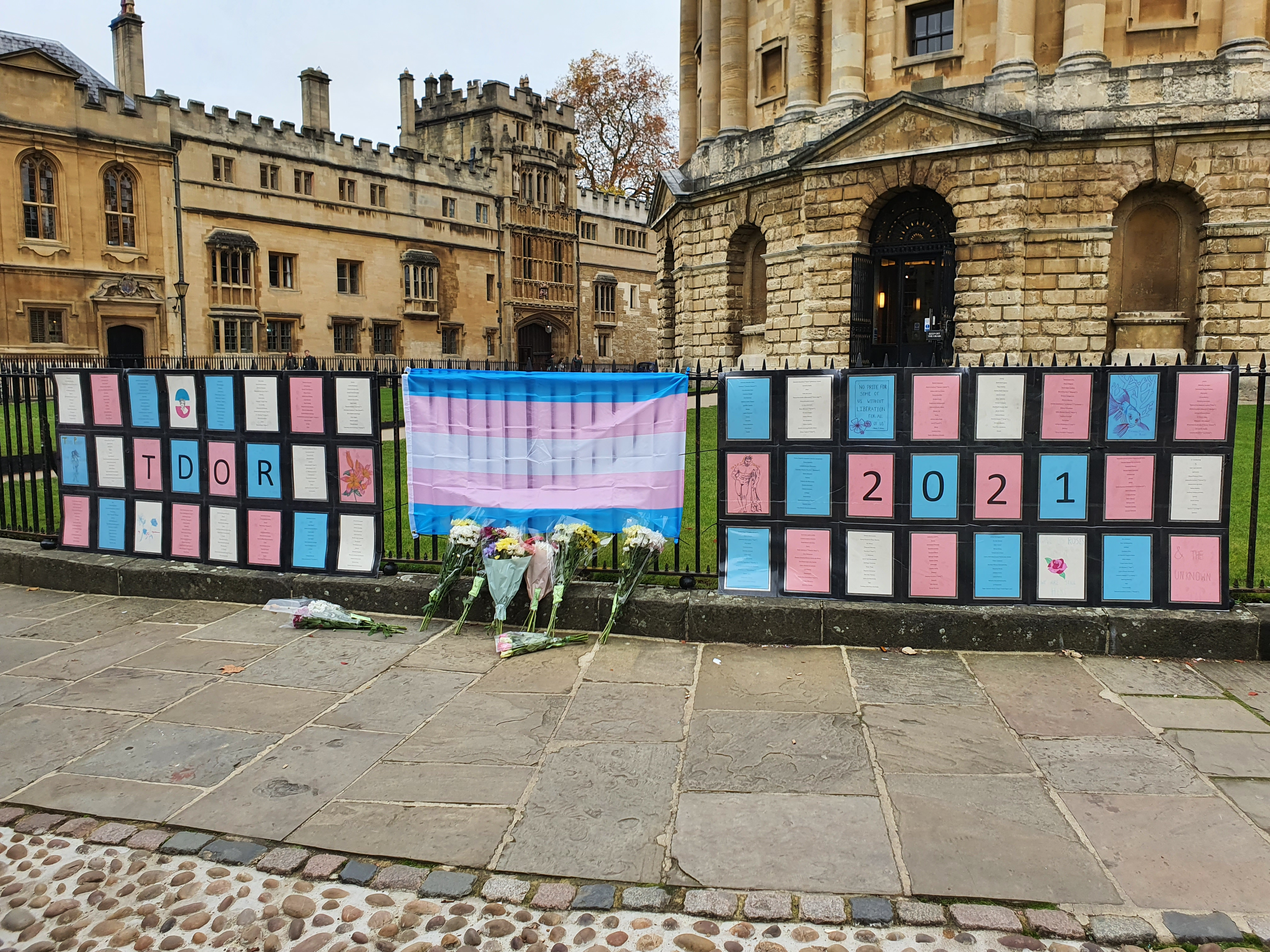
2021年牛津拉德克利夫廣場的跨性別追悼日悼念活動

針對跨性別者的暴力包括情感上的、身體上的、性別上的或言語上的。這個術語也被用來描述針對跨性別者的仇恨言論，以及媒體中描繪強化對跨性別者的負面刻板印象。跨性別和非二元性別的青少年可能會遭受霸凌和騷擾的攻擊。與順性別的同齡人相比，跨性別和非二元性別的青少年更容易成為受害者，這已被證明會增加他們濫用藥物的風險。
由於對跨性別者的恐懼或對同性戀的歧視，跨性別者在制度上遭受歧視是常見現象。針對跨性別者的仇恨犯罪很普遍，在某些情況下，警察或其他政府官員的不作為，導致跨性別受害者過早死亡。

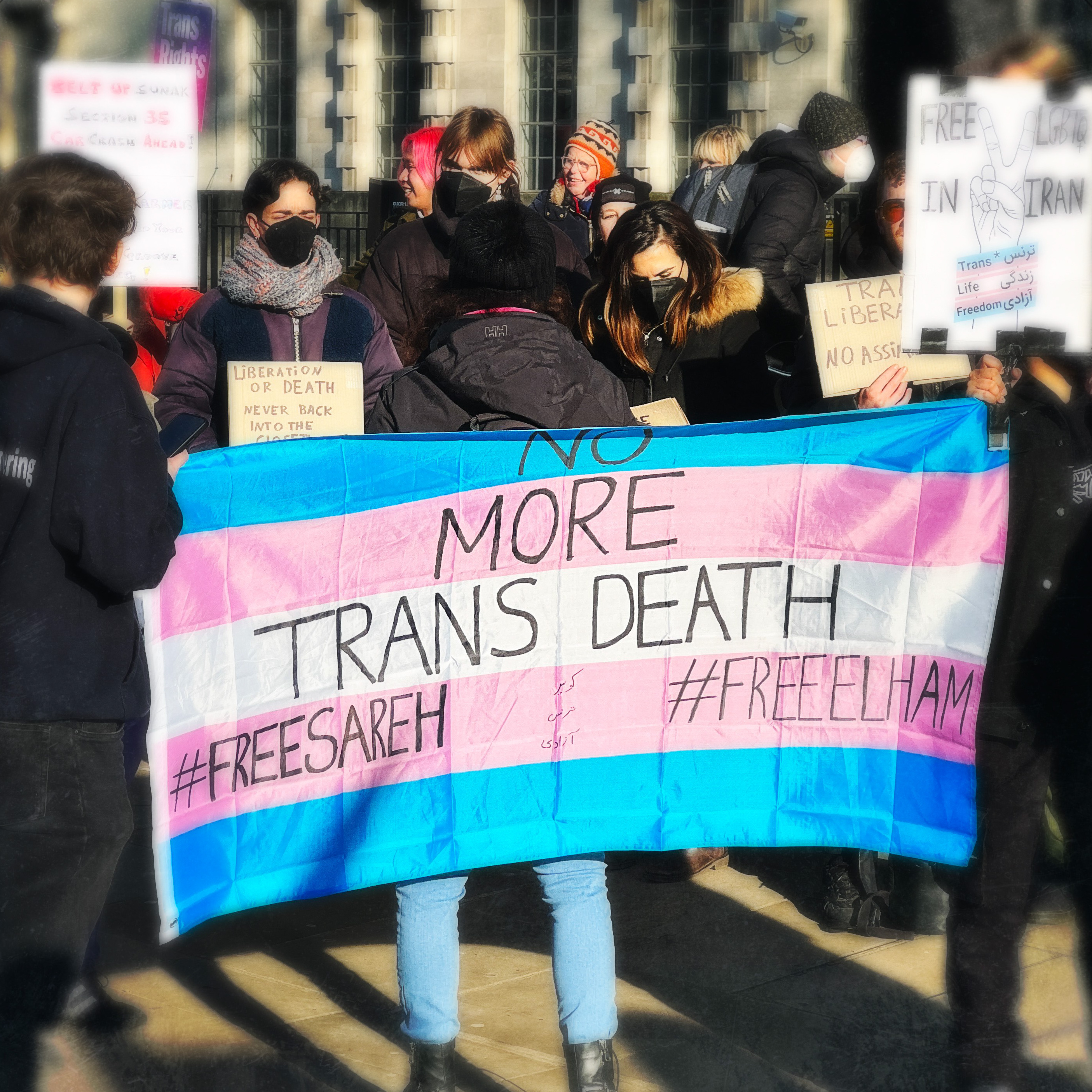
倫敦的跨性別權利抗議活動上，人們揮舞着寫有「不再有跨性別者死亡」（No More Trans Death）的跨性別旗

一個臭名昭著的事件是1993年12月發生的對布蘭登·蒂納的強姦和謀殺案。蒂納是一名美國年輕的跨性別男性，在他的兩名男性朋友得知他出生時被指定為女性後，對他實施強姦和謀殺。這些事件在電影《男孩別哭》中得到國際關注。

## 不同與同性戀攻擊
不同於對同性戀的攻擊，針對跨性別者的暴力行為，是因為目標的性別認同及性別表現而進行的，而不是因為性取向。
至少自1969年石牆暴動以來，跨性別社區的人經常在政治上與女同性戀、男同性戀和雙性戀社區結盟。然而，研究人員和一些來自更廣泛的跨性別社區的活動人士主張，應該將針對性取向的暴力（「同性戀仇恨襲擊」）與針對跨性別者的暴力分類分開。學術研究中已經在概念上和特徵上將反跨性別偏見犯罪與同性戀恐懼犯罪加以區分。將針對跨性別者的暴力與針對同性戀者的暴力混為一談，會抹去跨性別社區中人們的身份和他們所經歷的真相。然而，反對同性戀仇恨襲擊和反跨性別仇恨襲擊的運動通常被視為具有共同的目標。
在格溫·阿勞霍謀殺案中，針對她的仇恨犯罪的肇事者試圖使用「跨性別恐慌辯護」（Trans panic defense），這是對同性戀恐慌辯護的延伸。陪審團未能達成一致意見，但有證據表明陪審團拒絕了「跨性別恐慌辯護」理由。一份法律期刊對「跨性別恐慌辯護」進行分析，部分論證「跨性別恐慌辯護」的情感前提（對發現意外生殖器的震驚）與同性戀恐慌辯護的情感前提（對同性戀者的求愛行為的震驚，可能是因為自己被壓抑的同性戀傾向）是不同的。

## 性別認同法律

### 國際
1948年，聯合國通過首個全球性的人權宣言《世界人權宣言》。
- 第2條賦予個人宣言中規定的所有權利和自由「不分任何種類進行區別，如種族、膚色、性別、語言、宗教、政治或其他觀點、國家或社會出身、財產、出生或其他地位。」
- 第5條規定「無人應受到酷刑或殘忍、不人道或侮辱性的對待（英语：inhuman or degrading treatment）或懲罰。」 第7條規定「法律之前人人平等，並且享有平等的法律保護，任何歧視都是違反本宣言的，一切人享有對付任何違反本宣言的歧視和煽動這種歧視的保護。」
- 第9條禁止「任意逮捕、拘留（英语：arbitrary arrest and detention）或流放。」根據第2條，這是受到基於身份或信仰的區別保護。
- 第20條規定「每個人都有言論和表達的自由；這一權利包括不受干涉地持有意見，以及尋求、接受和傳播資訊和思想的自由，無論通過任何媒介和無論國界內外。」[18]

### 巴基斯坦
巴基斯坦的《跨性別人士（權益保護）法》於2018年通過合法保護跨性別權益，禁止該國對跨性別人士的不平等待遇，並禁止因為身為跨性別人士而被殺害的行為。

### 美國

美國各州目前的LGBT美國的仇恨犯罪法。全國性的聯邦仇恨犯罪法已包括性取向和性別認同。
已在州仇恨犯罪法中包括性取向和性別認同
已在州仇恨犯罪法中包括性取向
性取向可用於收集仇恨犯罪的數據
州仇恨犯罪法不包括性取向或性別認同

美國目前有17個州和哥倫比亞特區通過針對性別認同的仇恨犯罪法律（加利福尼亞州、科羅拉多州、康涅狄格州、特拉華州、夏威夷州、伊利諾伊州、馬里蘭州、馬薩諸塞州、明尼蘇達州、密蘇里州、內華達州、新澤西州、新墨西哥州、新罕布殊爾州、緬因州、俄勒岡州、羅得島州、田納西州、佛蒙特州、維珍尼亞州、猶他州、華盛頓州和華盛頓特區）。
《謝帕德法案》將性別、性別認同和性取向納入其中，擴大對美國聯邦仇恨犯罪的範圍。在美國被視為聯邦仇恨犯罪，犯罪行為必須包括對身體的成功或未遂傷害，且使用了槍械、爆炸物、武器、火災或燃燒裝置。仇恨犯罪由州法律覆蓋，而不是聯邦法律，除非受害者或被告跨越州界或國界；使用州際通勤路線；武器已經跨越州界；或者行為干擾或以其他方式影響了州際貿易。這意味着，除非根據聯邦定義的仇恨犯罪以一種不僅影響一個州的方式發生，否則各州有自由制定自己的仇恨犯罪法。這些法律的保護範圍差異很大。例如，賓夕法尼亞州自2008年將性別認同從其仇恨犯罪保護中撤銷以來，就沒有將性別認同納入其中。

## 各國

### 美洲

#### 美國
在2000年代末期，西雅圖同志村西雅圖國會山出現了對跨性別人士暴力事件增加的證據。

##### 「廁所法案」強制性別分化廁所使用

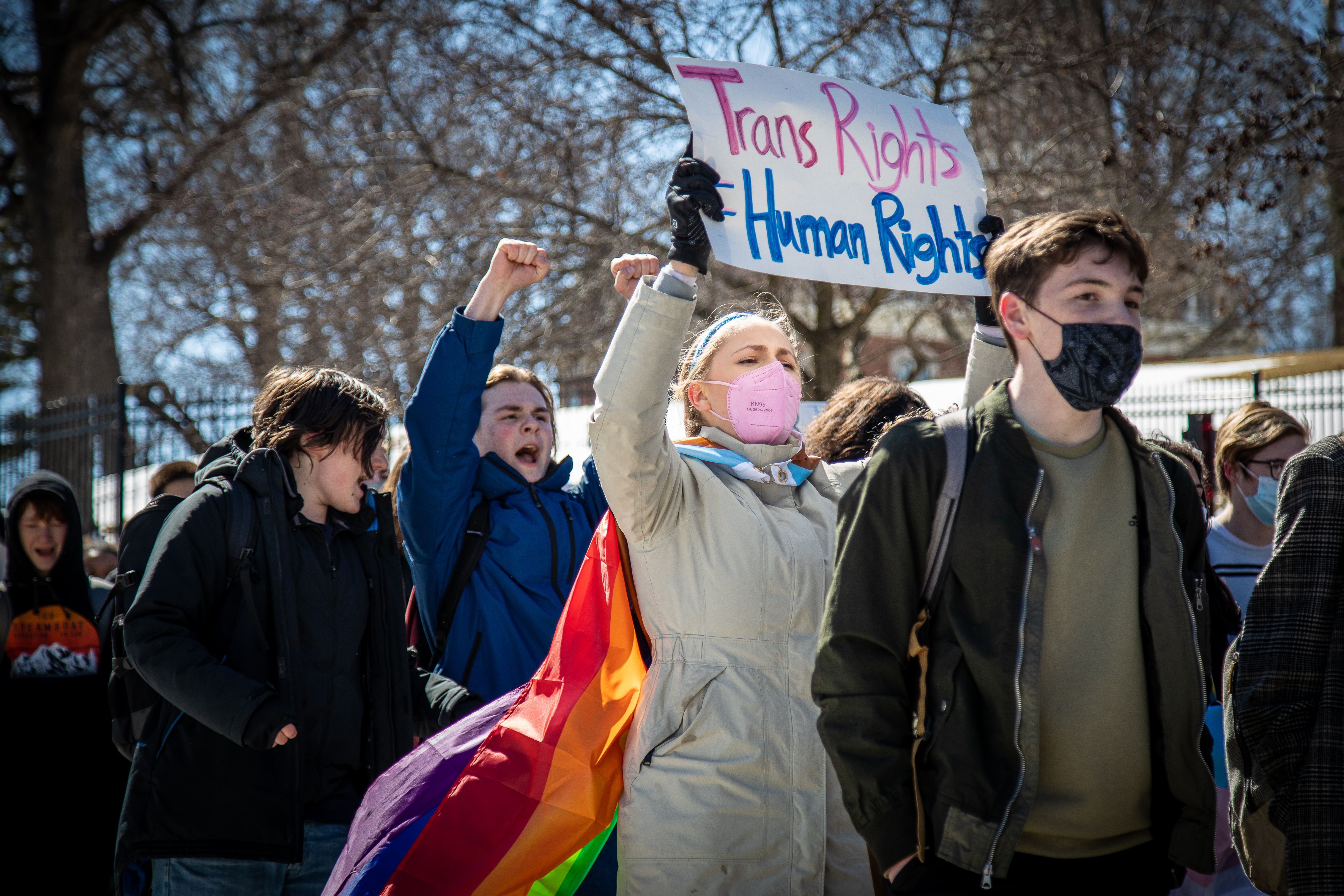
2022年3月11日，學生們抗議艾奧瓦州反跨性別法案

廁所法案是與廁所使用和性別認同相關的提案。美國已經提出多項旨在限制那些不認同其出生證明上的性別的人使用洗手間的法案。其中一些法案以保護順性別女性免受假扮成跨性別女性的順性別男性進入設施並進行暴力行為的理由來辯護，儘管迄今為止沒有任何這樣的案例證據。
一些跨性別人士滿足，甚至可能更喜歡使用性別中立的洗手間，但其他人希望有權利使用他們認同的性別的洗手間。同性戀、女同性戀及異性戀教育網絡發現，通過為跨性別學生提供替代設施選項來單獨對待他們可能適得其反，從而增加他們輟學或完全退出學校的機會。遵守法律的同時使用與個人性別表達不符合的洗手間打破社會規範，一項研究發現，即使洗手間與其指定的性別相符，順性別人士也報告在某人的性別表達和他們所在的洗手間之間的不協調外觀感到不適。

##### 跨性別人士在廁所遭到騷擾
跨性別人士比順性別人士更有可能在廁所遭到順性別人士的騷擾。在一項調查中，70%的跨性別受訪者在試圖使用符合其性別認同的廁所時面臨歧視，包括「被拒絕使用設施、口頭騷擾和身體襲擊」。2018年發生了一個這樣的騷擾案例，當時加利福尼亞共和黨國會候選賈茜美娜·薩維德拉（Jazmina Saavedra）聲稱她聽到洛杉磯一家快餐店女廁所裏一名被鎖住的小隔間內有「一個男人」的聲音，並錄下自己在餐廳經理的幫助下追趕這個人的影片。在影片中，薩維德拉表示她準備使用胡椒噴霧和電擊槍對付這名跨性別女性。這種策略可能導致公開揭露跨性別人士當前或以前的性別認同。
在華盛頓特區一項針對跨性別人群的調查，發現70%的受訪者報告稱曾遭受言語騷擾、襲擊，並被拒絕使用公共廁所。調查還發現，54%的受訪者報告稱因試圖避免使用公共廁所而出現某種身體問題，如脫水、腎部感染和尿路感染，使得安全衛生間的使用成為一個公共健康問題。
2020年2月23日，在波多黎各托亞巴哈的一家餐館，一名顧客向警方報告說一名跨性別女性進入了女洗手間。警察趕到餐館並與這名跨性別女性交談。有人錄下了警方的互動並將影片發佈到社交媒體上。當天晚些時候，跨性別女性亞歷莎·尼格龍·盧西亞諾（Alexa Negrón Luciano），也被稱為紐莉莎·盧西亞諾·瑞（Neulisa Luciano Rui）被謀殺。

### 亞洲

#### 印度
2018年，印度海得拉巴一名跨性別女性在虛假的WhatsApp謠言聲稱跨性別女性在性販賣兒童後，被暴民殺害。另外三名跨性別女性在襲擊中受傷。

#### 巴基斯坦
儘管在法律上受到保護，巴基斯坦的跨性別人士仍然是暴力的目標。在2015年至2020年9月期間，巴基斯坦有68名跨性別人士被殺害，1500人在多起事件中遭受性侵犯。2018年，在開伯爾-普什圖省，跨性別人士遭遇了479起暴力事件。
2019年，國際特赦組織發佈一份報告，指出一名名叫沙瑪的跨性別記者在白沙瓦遭到九名男子強姦。
2020年9月，知名跨性別活動人士古爾·潘拉（Gul Panra）被槍擊六次。倪雅卜·阿里稱因為其跨性別身份遭到性侵犯並被潑硫酸襲擊。

### 歐洲

#### 英國
根據警方記錄，英格蘭、蘇格蘭和威爾斯對跨性別人士的仇恨犯罪從2016至17財政年度增長了81%，達到2018-19財政年度的1944起。

## 媒體
媒體在跨性別仇恨襲擊中可能通過錯誤資訊和恐嚇手段起到推波助瀾的作用。跨性別個體在媒體中經常被負面誤解，或者根本不被媒體所代表。跨性別個體在媒體中可能被描繪成奇聞異事，精神不穩定的人，捕食者或小偷。一個公開的例子是對切爾西·曼寧的性別轉變引起廣泛關注，她是一名跨性別美國陸軍士兵，因向維基解密網站發佈機密文件而被監禁。霍士新聞報道曼寧的轉變時播放空中鐵匠的歌曲《兄弟看起來像女人》，主持人葛蕾琴·卡爾森森以她的前名稱呼她，並嘲笑《紐約時報》「幫助他」使用了她的首選性別代詞。軍方拒絕讓她像女性囚犯那樣留長頭髮，並繼續使用她的前名稱呼她，以「避免混淆」，直到法院規定使用她正確的性別代詞為止。

## 跨性別健康
根據2011年的《全國跨性別歧視調查報告》（National Transgender Discrimination Survey Report on Health and Health Care），對6450名跨性別者和性別表現不一致者進行調查，結果顯示那些不認同自己出生性別的人在獲得醫療保健方面面臨障礙，並更有可能面臨與其性別認同相關的健康問題。

### 心理健康
跨性別者經歷着更嚴重的心理健康問題，如抑鬱、焦慮、飲食紊亂和創傷後應激障礙（PTSD），以及身體健康方面存在差異（例如心血管疾病）。根據2015年的《全國跨性別歧視調查報告》，在27715名受訪者中，「48%的人在過去一年裏曾認真考慮自殺，而美國總人口中只有4%曾有過這樣的想法，82%的人曾經在生命中的某個時刻認真考慮過自殺。」與整體人口相比，跨性別者的自殺企圖率也更高。2013年，美國成年人中有2.2%嘗試過自殺，而2011年，41%的跨性別者曾嘗試過自殺。針對在學校受到欺凌或騷擾的跨性別者，自殺企圖率上升至51%，對最近因偏見失業的人為55%，對身體和性侵害受害者分別為61%和64%。跨性別者的自尊心低下與HIV傳播高風險相關。2008年，北美地區的跨性別女性HIV感染率為27.7%。

### 醫療保健獲取
根據2010年和2011年的《全國跨性別歧視調查報告》，19%的受訪者報告稱因性別認同而被拒絕接受醫療護理，50%的人表示醫護人員缺乏對跨性別健康需求的了解。根據《平價醫療法案》（Affordable Care Act），任何接受聯邦資助的醫療項目都不得因性別認同而進行歧視。歧視包括拒絕接納、治療或提供其他患者可獲得的服務；對患者進行侵入性檢查；對醫護人員或其他患者的騷擾或拒絕回應騷擾；拒絕提供支持服務；強制參加轉化療法；以及干涉尋求醫療保健權利的任何行為。

### 種族差異
研究表明，種族問題加劇現有的基於性別認同的歧視表現。在美國，黑人跨性別女性的自殺率是所有群體中最高的，幾乎有一半的人在一生中嘗試過自殺，而非跨性別的黑人女性的自殺企圖率平均為1.7%。有色人種的跨性別學生在學校面臨更高的騷擾和暴力率。美國印第安跨性別學生在學校遭受性侵害的比例最高，達到24%，其次是多種族（18%）、亞裔（17%）和黑人（15%）學生。K-12階段的白人跨性別學生遭受性侵害的比例為9%。黑人跨性別女性的HIV感染率高於其他群體，達到30.8%至56.3%，而平均跨性別女性人群的感染率為27.7%。

#### 警察和監禁
在2011年的全國跨性別歧視調查（National Transgender Discrimination Survey）中，22%的受訪者與警察打交道時報告遭到由偏見導致的騷擾。20%的人報告被拒絕獲得平等服務。48%的人報告在請求警察幫助時感到不適。曾在監獄服刑的受訪者報告稱，他們遭到警官的騷擾比在監獄裏遭到其他人的騷擾率更高。對於所有受訪者來說，有7%的人報告因性別認同表達而被關押在牢房裏，而黑人跨性別受訪者中這一比例為41%，拉丁裔跨性別受訪者為21%。跨性別人士報告稱在監獄中被拒絕醫療護理，特別是荷爾蒙療法，其中黑人跨性別人士和美洲印第安跨性別人士的報告率最高。

## 延伸閱讀
- 雙性人的歧視（英语：Discrimination against intersex people）
- 非二元性別人士的歧視（英语：Discrimination against non-binary gender people）
- 非二元性別人的歧視（英语：Discrimination against non-binary people）
- 跨性別男性的歧視（英语：Discrimination against transgender men）
- 教育與LGBT社群（英语：Education and the LGBT community）
- 同性戀欺凌
- 仇恨犯罪
- 英國LGBT人士暴力史（英语：History of violence against LGBT people in the United Kingdom）
- 美國LGBT青少年無家可歸問題（英语：Homelessness among LGBT youth in the United States）
- 跨性別權益
- LGBT節日列表
- 因為跨性別而遭殺害的人名單（英语：List of people killed for being transgender）
- LGBT權利運動
- LGBT性教育（英语：LGBT sex education）
- 非暴力
- 美國跨性別人士被剝奪選舉權（英语：Transgender disenfranchisement in the United States）
- 跨性別種族滅絕（英语：Transgender genocide）
- 跨性別不平等（英语：Transgender inequality）
- 美國跨性別權益（英语：Transgender rights in the United States）
- 跨性別人士權益運動
- 厭跨女症
- 跨性別恐懼
- 在線約會
- LGBT迫害
- 美國針對跨性別人士暴力問題（英语：Violence against transgender people in the United States）
- 中國的跨性別者

## 外部連結
- National Center for Transgender Equality, National Center for Transgender Equality has information on hate crime laws in the United States （英文）
- Transgender victims in Massachusetts （英文）
- . Human Rights Campaign.   [2015-04-28]. （原始内容存档于2015-04-24）. （英文）